# ЛДУ Кито
ЛДУ Ки́то (также известен как Ли́га де Ки́то, полностью — Ли́га Депорти́ва Университа́риа (Ки́то), то есть Лига Университетского Спорта города Кито, исп. Liga Deportiva Universitaria de Quito) — один из ведущих футбольных клубов Эквадора и Южной Америки. Основан 11 января 1930 года. 11-кратный чемпион страны. ЛДУ — один из главных поставщиков игроков в сборную Эквадора, которая в 2006 году стала участницей 1/8 финала чемпионата мира.
В 2008 году ЛДУ впервые в истории эквадорского футбола стал победителем Кубка Либертадорес. Кроме того, в декабре 2008 года Лига с минимальным счётом при равной игре уступила в финале клубного чемпионата мира английскому «Манчестер Юнайтед». В 2009 году ЛДУ выиграл свой второй международный трофей — южноамериканский аналог Суперкубка Рекопу. В декабре команда выиграла второй по значимости трофей Южной Америки — Южноамериканский кубок, где в финале вновь была сильнее бразильского «Флуминенсе», которого обыграла и в финале Кубка Либертадорес. Таким образом, всего за два года команда собрала все возможные трофеи южноамериканского континентального футбола.
Главными соперниками ЛДУ являются команды из Кито — «Эль Насьональ», «Депортиво Кито» и «Аукас». Из соперников в Гуаякиле наиболее значимо противостояние с «Барселоной», клубом, который дважды уступал в финале Кубка Либертадорес в 1990-е годы.
Помимо футбола в клубе культивируются следующие виды спорта: баскетбол, лёгкая атлетика, бокс, бейсбол, плавание, настольный теннис, шахматы.

## История

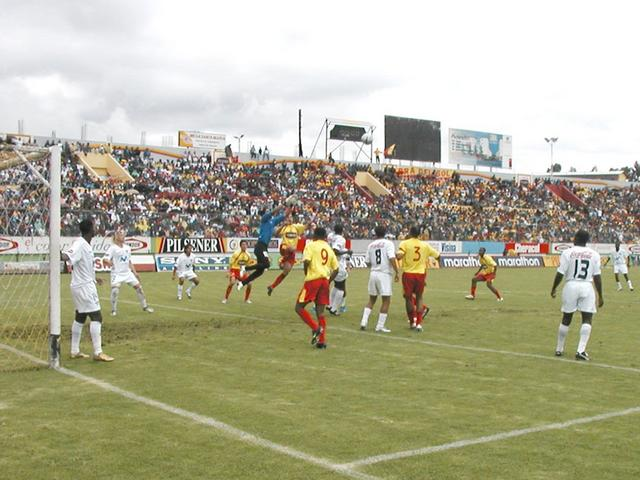
Матч ЛДУ против «Аукаса»

Клуб был основан 11 января 1930 года группой студентов из Центрального Университета Эквадора. Бюджет при основании составлял всего около 500 песо. Спортсменами были студенты из Университета, которые сами себе покупали форму и спортивное снаряжение. Клуб изначально культивировал вышеуказанные виды спорта, но всё же футбол постепенно выходил на ведущие роли, хотя в те времена общий уровень этого вида спорта был одним из самых низких в Южной Америке.
В 1932 году ЛДУ завоевал свой первый титул, выиграв чемпионат провинции Пичинча. До 1957 года в Эквадоре не было единой лиги, поэтому сильнейшие клубы страны выявлялись вот в таких региональных соревнованиях. Безусловно, самыми сильными турнирами были как раз чемпионаты Пичинчи и Гуаяс, центром которой был портовый Гуаякиль. ЛДУ ещё дважды выигрывал первенство провинции — в 1952 и 1953 годах. Уже с введением профессионализма ЛДУ выиграл ряд региональных чемпионатов Инферандино с участием клубов из Кито и Амбато (1954, 1958, 1960, 1961, 1966, 1967), однако с основанием чемпионата Эквадора эти трофеи практически утратили свою значимость.
В 1960-е годы в клубе стали появляться легионеры из Бразилии, Чили, Парагвая. В 1967 году региональные турниры были упразднены и после выхода в высший дивизион команда сразу выиграла чемпионат 1969. Год спустя ЛДУ дебютировал в Кубке Либертадорес. Лучшим вратарём турнира стал уругваец Франсиско Берточчи, первая звезда-легионер в истории ЛДУ. Уже после ухода из Лиги в 1971—1973 гг. Берточчи 10 раз сыграл за сборную Уругвая.
В 1972 году Лига финишировала седьмой в чемпионате из 8 команд. Поскольку ЛДУ был худшим среди клубов Пичинчи, команде пришлось играть стыковые матчи против лучшего клуба Пичинчи из 2 дивизиона. Лига уступила «Универсидад Католике» и вылетела в Серию B. Весь сезон 1973 года команда провела во втором эшелоне. Однако запутанная система проведения соревнований дала возможность ЛДУ вернуться в элиту уже после победы в первой стадии Серии B сезона 1974 года. И, как это ни парадоксально, начав сезон в ранге клуба Серии B, ЛДУ закончил сезон в ранге чемпиона Эквадора, обыграв в решающих стадиях «Эль Насьональ». В 1975 году Лига выиграла свой третий чемпионский титул. Дважды — в 1975 и 1976 годах ЛДУ доходил до полуфинала Кубка Либертадорес. Главной звездой в 1972—1976 годах был другой уругвайский игрок — нападающий Оскар Субия, имевший до переезда в Эквадор опыт выступлений за «Пеньяроль» и сборную Уругвая (15 матчей, 4 гола). Руководил командой колумбиец Леонель Монтойя.
В конце 1970-х в команде начался кризис. Лига опять вылетела в Серию B в 1978 году, но провела там лишь полсезона (вновь помогла система организации чемпионата). Был небольшой всплеск в 1981 году — второе место в чемпионате, лучший бомбардир первенства игрок Лиги Пауло Сезар, путёвка в Кубок Либертадорес на следующий сезон, однако в целом 1980-е годы прошли без громких успехов.
Начиная с 1990 года «Лига» выиграла шесть из девяти своих чемпионских титулов в Эквадоре, безоговорочно ворвавшись в число самых титулованных клубов страны. Множество игроков из этой команды одновременно входили и ныне выступают в сборной Эквадора, которая небезуспешно выступала на чемпионатах мира 2002 и 2006 годов. ЛДУ стал постоянным участником Кубка Либертадорес. Вылет в Серию B в 2000 году можно объяснить лишь недоразумением, тем более что уже по возвращении в элиту команда сразу завоевала место в Южноамериканском кубке 2003, а с 2004 года ЛДУ не пропустил ни одного розыгрыша Кубка Либертадорес.
В 2004 году команда дошла до полуфинала Южноамериканского Кубка — это был лучший результат на международной арене со времён полуфиналов Кубка Либертадорес 1975 и 1976 годов.

### Кубок Либертадорес 2008
Путь к финалу.
Группа 8
| Клуб       | И | В | Н | П | М       | Очков |
| ---------- | - | - | - | - | ------- | ----- |
| Флуминенсе | 6 | 4 | 1 | 1 | 11 − 30 | 13    |
| ЛДУ Кито   | 6 | 3 | 1 | 2 | 10 − 50 | 10    |
| Арсенал    | 6 | 3 | 0 | 3 | 06 − 14 | 9     |
| Либертад   | 6 | 1 | 0 | 5 | 05 − 10 | 3     |

| 20 февраля 2008 | \| ЛДУ Кито \| 0:0 (отчёт) \| Флуминенсе \| | Ла Каса Бланка - Кито |
| ЛДУ Кито        | 0:0 (отчёт)                                 | Флуминенсе            |

| 4 марта 2008           | \| ЛДУ Кито \| 2:0 (отчёт) \| Либертад \| \| Уррутия '71 Геррон '82 \| Голы \| \| | Ла Каса Бланка - Кито |
| ЛДУ Кито               | 2:0 (отчёт)                                                                       | Либертад              |
| Уррутия '71 Геррон '82 | Голы                                                                              |                       |

| 12 марта 2008 | \| Арсенал \| 0:1 (отчёт) \| ЛДУ Кито \| \| \| Голы \| Уррутия '79 \| | Хулио Умберто Грондона - Саранди |
| Арсенал       | 0:1 (отчёт)                                                           | ЛДУ Кито                         |
|               | Голы                                                                  | Уррутия '79                      |

| 26 марта 2008                                                          | \| ЛДУ Кито \| 6:1 (отчёт) \| Арсенал \| \| К.Диас '14 (а.г.) Мансо '19 Л.Боланьос '28, '42 Бьелер '65 Обрегон '90 \| Голы \| Легисамон '4 \| | Ла Каса Бланка - Кито |
| ЛДУ Кито                                                               | 6:1 (отчёт) | Арсенал               |
| К.Диас '14 (а.г.) Мансо '19 Л.Боланьос '28, '42 Бьелер '65 Обрегон '90 | Голы | Легисамон '4          |

| 8 апреля 2008                              | \| Либертад \| 3:1 (отчёт) \| ЛДУ Кито \| \| Данте Лопес '10 Х.М.Оливера '14 Куэвас '65 \| Голы \| Обрегон '63 \| | Николас Леос - Асунсьон |
| Либертад                                   | 3:1 (отчёт) | ЛДУ Кито                |
| Данте Лопес '10 Х.М.Оливера '14 Куэвас '65 | Голы | Обрегон '63             |

| 17 апреля 2008    | \| Флуминенсе \| 1:0 (отчёт) \| ЛДУ Кито \| \| Сисеро Сантос '31 \| Голы \| \| | Маракана - Рио-де-Жанейро |
| Флуминенсе        | 1:0 (отчёт)                                                                    | ЛДУ Кито                  |
| Сисеро Сантос '31 | Голы                                                                           |                           |

1/8 финала
| Команда 1 | Итог | Команда 2   | 1-й матч | 2-й матч |
| --------- | ---- | ----------- | -------- | -------- |
| ЛДУ Кито  | 3:2  | Эстудиантес | 2:0      | 1:2      |

1/4 финала
| Команда 1   | Итог         | Команда 2 | 1-й матч | 2-й матч |
| ----------- | ------------ | --------- | -------- | -------- |
| Сан-Лоренсо | 2:2 (п. 3:5) | ЛДУ Кито  | 1:1      | 1:1      |

1/2 финала
| Команда 1 | Итог     | Команда 2 | 1-й матч | 2-й матч |
| --------- | -------- | --------- | -------- | -------- |
| Америка   | 1:1 (гв) | ЛДУ Кито  | 1:1      | 0:0      |

| 29 апреля 2008       | \| ЛДУ Кито \| 2:0 (отчёт) \| Эстудиантес \| \| Геррон '64 Мансо '78 \| Голы \| \| | Ла Каса Бланка - Кито |
| ЛДУ Кито             | 2:0 (отчёт)                                                                        | Эстудиантес           |
| Геррон '64 Мансо '78 | Голы                                                                               |                       |

| 6 мая 2008              | \| Эстудиантес \| 2:1 (отчёт) \| ЛДУ Кито \| \| Алайес '42 Маджиоло '66 \| Голы \| Л.Боланьос '26 \| | Хосе Луис Ирсчи - Ла-Плата |
| Эстудиантес             | 2:1 (отчёт)                                                                                          | ЛДУ Кито                   |
| Алайес '42 Маджиоло '66 | Голы                                                                                                 | Л.Боланьос '26             |

| 15 мая 2008         | \| Сан-Лоренсо \| 1:1 (отчёт) \| ЛДУ Кито \| \| Адриан Гонсалес '38 \| Голы \| Бьелер '35 \| | Нуэва Гасометро - Буэнос-Айрес |
| Сан-Лоренсо         | 1:1 (отчёт)                                                                                  | ЛДУ Кито                       |
| Адриан Гонсалес '38 | Голы                                                                                         | Бьелер '35                     |

| 22 мая 2008 | \| ЛДУ Кито \| 1:1 (отчёт) \| Сан-Лоренсо \| \| Мансо '26 \| Голы \| Бергессио '47 \| | Ла Каса Бланка - Кито |
| ЛДУ Кито    | 1:1 (отчёт)                                                                           | Сан-Лоренсо           |
| Мансо '26   | Голы                                                                                  | Бергессио '47         |

| Серия пенальти:                                                  |     |                                                                              |
| Уррутия: гол Хаиро Кампос: гол Вака: гол Геррон: гол Бьелер: гол | 5:3 | Адриан Гонсалес: гол Д'Алессандро: гол Аурелиано Торрес: мимо Альварадо: гол |

| 27 мая 2008 | \| Америка \| 1:1 (отчёт) \| ЛДУ Кито \| \| Эскеда '72 \| Голы \| Л.Боланьос '62 \| | Ацтека - Мехико |
| Америка     | 1:1 (отчёт)                                                                         | ЛДУ Кито        |
| Эскеда '72  | Голы                                                                                | Л.Боланьос '62  |

| 3 июня 2008 | \| ЛДУ Кито \| 0:0 (отчёт) \| Америка \| | Ла Каса Бланка - Кито |
| ЛДУ Кито    | 0:0 (отчёт)                              | Америка               |

Финал
| Команда 1 | Итог         | Команда 2  | 1-й матч | 2-й матч |
| --------- | ------------ | ---------- | -------- | -------- |
| ЛДУ Кито  | 5:5 (п. 3:1) | Флуминенсе | 4:2      | 1:3      |

Первый матч
Второй матч
2 июля 2008 года ЛДУ уступил в ответном финальном матче Кубка Либертадорес «Флуминенсе» со счётом 3:1. Но поскольку дома ЛДУ выиграл с такой же разницей мячей (4:2), было назначено дополнительное время, а затем и серия пенальти. В ней эквадорский клуб был сильнее — 3:1 и стал обладателем Кубка Либертадорес. Одним из героев финала стал вратарь ЛДУ Хосе Франсиско Севальос, отразивший 3 послематчевых пенальти (в том числе от автора хет-трика в его ворота в основное время — Тиаго Невеса).
Состав команды в Кубке Либертадорес 2008
В скобках указано число матчей в турнире и количество забитых голов.

| \| № \| \| Поз. \| Имя \| Год рождения \| \| -- \| \| ---- \| -------------------------------- \| ------------ \| \| 1 \| \| Вр \| Хосе Франсиско Севальос (12-0) \| 1971 \| \| 2 \| \| Защ \| Норберто Араухо (12-0) \| 1979 \| \| 3 \| \| Защ \| Ренан Калье (10-0) \| 1976 \| \| 4 \| \| Защ \| Пауль Амброси (14-0) \| 1980 \| \| 5 \| \| ПЗ \| Альфонсо Обрегон (4-2) \| 1972 \| \| 6 \| \| Защ \| Джефферсон Лара \| 1990 \| \| 7 \| \| Нап \| Луис Боланьос (12-5) \| 1985 \| \| 8 \| \| ПЗ \| Патрисио Уррутия (Капитан; 12-4) \| 1977 \| \| 9 \| \| Нап \| Агустин Дельгадо (9-0) \| 1974 \| \| 10 \| \| Нап \| Виктор Эступиньян (1-0) \| 1988 \| \| 11 \| \| Нап \| Франклин Салас (6-0) \| 1985 \| \| 12 \| \| Вр \| Луис Претти \| 1983 \| \| 13 \| \| ПЗ \| Педро Ларреа (3-0) \| 1986 \| \| 14 \| \| ПЗ \| Диего Кальдерон (6-0) \| 1986 \| \| 15 \| \| ПЗ \| Виллиам Араухо (12-0) \| 1979 \| \| 16 \| \| Нап \| Клаудио Бьелер (12-3) \| 1984 \| \| 17 \| \| ПЗ \| Кристиан Суарес (4-0) \| 1985 \| \| 18 \| \| ПЗ \| Байрон Камачо (4-0) \| 1988 \| \| 19 \| \| Нап \| Хоффре Геррон (13-3) \| 1985 \| \| 20 \| \| ПЗ \| Энрике Вера (12-0) \| 1979 \| \| 21 \| \| ПЗ \| Дамиан Мансо (12-3) \| 1979 \| \| 22 \| \| ПЗ \| Эддер Вака (5-0) \| 1985 \| \| 23 \| \| Защ \| Хаиро Кампос (13-1) \| 1984 \| \| 24 \| \| ПЗ \| Исраэль Чанго \| 1989 \| \| 25 \| \| Вр \| Даниэль Витери (2-0) \| 1981 \| \| — \| \| ПЗ \| Андрес Аррунатеги* (2-0) \| 1984 \| \| — \| \| Нап \| Иван Кавьедес* (1-0) \| 1977 \| |                |      |                                  |              |
| № |                | Поз. | Имя                              | Год рождения |
| 1 | Флаг Эквадора  | Вр   | Хосе Франсиско Севальос (12-0)   | 1971         |
| 2 | Флаг Аргентины | Защ  | Норберто Араухо (12-0)           | 1979         |
| 3 | Флаг Эквадора  | Защ  | Ренан Калье (10-0)               | 1976         |
| 4 | Флаг Эквадора  | Защ  | Пауль Амброси (14-0)             | 1980         |
| 5 | Флаг Эквадора  | ПЗ   | Альфонсо Обрегон (4-2)           | 1972         |
| 6 | Флаг Эквадора  | Защ  | Джефферсон Лара                  | 1990         |
| 7 | Флаг Эквадора  | Нап  | Луис Боланьос (12-5)             | 1985         |
| 8 | Флаг Эквадора  | ПЗ   | Патрисио Уррутия (Капитан; 12-4) | 1977         |
| 9 | Флаг Эквадора  | Нап  | Агустин Дельгадо (9-0)           | 1974         |
| 10 | Флаг Эквадора  | Нап  | Виктор Эступиньян (1-0)          | 1988         |
| 11 | Флаг Эквадора  | Нап  | Франклин Салас (6-0)             | 1985         |
| 12 | Флаг Эквадора  | Вр   | Луис Претти                      | 1983         |
| 13 | Флаг Эквадора  | ПЗ   | Педро Ларреа (3-0)               | 1986         |
| 14 | Флаг Эквадора  | ПЗ   | Диего Кальдерон (6-0)            | 1986         |
| 15 | Флаг Эквадора  | ПЗ   | Виллиам Араухо (12-0)            | 1979         |
| 16 | Флаг Аргентины | Нап  | Клаудио Бьелер (12-3)            | 1984         |
| 17 | Флаг Эквадора  | ПЗ   | Кристиан Суарес (4-0)            | 1985         |
| 18 | Флаг Эквадора  | ПЗ   | Байрон Камачо (4-0)              | 1988         |
| 19 | Флаг Эквадора  | Нап  | Хоффре Геррон (13-3)             | 1985         |
| 20 | Флаг Парагвая  | ПЗ   | Энрике Вера (12-0)               | 1979         |
| 21 | Флаг Аргентины | ПЗ   | Дамиан Мансо (12-3)              | 1979         |
| 22 | Флаг Эквадора  | ПЗ   | Эддер Вака (5-0)                 | 1985         |
| 23 | Флаг Эквадора  | Защ  | Хаиро Кампос (13-1)              | 1984         |
| 24 | Флаг Эквадора  | ПЗ   | Исраэль Чанго                    | 1989         |
| 25 | Флаг Эквадора  | Вр   | Даниэль Витери (2-0)             | 1981         |
| — | Флаг Эквадора  | ПЗ   | Андрес Аррунатеги* (2-0)         | 1984         |
| — | Флаг Эквадора  | Нап  | Иван Кавьедес* (1-0)             | 1977         |

- Главный тренер —  Эдгардо Бауса.

* — Аррунатеги (№ 6) и Кавьедес (№ 10) были отзаявлены в ходе турнира.
ЛДУ из Кито стал первой эквадорской командой, сумевшей выиграть Кубок Либертадорес — в 1990 и 1998 годах до финала добиралась «Барселона» из Гуаякиля, но уступала в финальных матчах (парагвайской «Олимпии» и бразильскому «Васко да Гама» соответственно.

### Выступления после триумфа
В декабре 2008 года ЛДУ принял участие в клубном чемпионате мира в Японии. Уверенно и вполне ожидаемо обыграв в полуфинале мексиканскую «Пачуку», клуб вышел в финал, где встретился с победителем Лиги Чемпионов УЕФА «Манчестер Юнайтед». Игра шла с обоюдоострыми моментами, хотя по некоторым показателям ЛДУ даже превзошёл именитого соперника. В матче эквадорцы даже получили численное преимущество, когда за грубый фол против Бьелера был удалён Неманья Видич. Однако более удачливым оказался английский клуб, который вдесятером за счёт одного удачного действия Уэйна Руни смог забить победный гол.
В 2009 году ЛДУ уверенно обыграл в обоих матчах Рекопы победителя Южноамериканского кубка 2008 бразильского «Интернасьонала» (1:0 в гостях, 3:0 дома) и стал обладателем второго международного трофея.
В конце 2009 года ЛДУ выиграл Южноамериканский кубок. В финале эквадорцам вновь противостоял «Флуминенсе». После домашней победы со счётом 5:1 ЛДУ вновь отправился на Маракану с солидным заделом. И даже победа бразильцев со счётом 3:0 не помогла им довести дело даже до дополнительного времени. За два года ЛДУ выиграл все клубные трофеи Южной Америки.
Состав команды в Южноамериканском кубке 2009
В скобках указано число матчей в турнире и количество забитых голов.

| \| № \| \| Поз. \| Имя \| Год рождения \| \| -- \| \| ---- \| ----------------------------- \| ------------ \| \| 1 \| \| Вр \| Хосе Франсиско Севальос \| 1971 \| \| 2 \| \| Защ \| Норберто Араухо (10-0) \| 1979 \| \| 3 \| \| Защ \| Ренан Калье (1-0) \| 1976 \| \| 4 \| \| ПЗ \| Гонсало Чила (1-0) \| 1984 \| \| 5 \| \| ПЗ \| Улисес де ла Крус (10-2) \| 1974 \| \| 6 \| \| Защ \| Педро Ларреа (4 (0)) \| 1986 \| \| 7 \| \| ПЗ \| Миллер Боланьос (5-1) \| 1990 \| \| 9 \| \| Нап \| Вальтер Кальдерон (4-0) \| 1977 \| \| 10 \| \| ПЗ \| Кристиан Лара (4-0) \| 1980 \| \| 11 \| \| Нап \| Франклин Салас (2-1) \| 1985 \| \| 12 \| \| ПЗ \| Эдисон Мендес (9 (7)) \| 1979 \| \| 13 \| \| Защ \| Нейсер Реаско (Капитан; 10-1) \| 1977 \| \| 14 \| \| ПЗ \| Диего Кальдерон (10-0) \| 1986 \| \| 15 \| \| ПЗ \| Виллиам Араухо (10-0) \| 1979 \| \| 16 \| \| Нап \| Клаудио Бьелер (10-8) \| 1984 \| \| 17 \| \| Нап \| Виктор Эступиньян (2-0) \| 1985 \| \| 18 \| \| ПЗ \| Габриэль Эспиноса \| 1985 \| \| 19 \| \| Нап \| Клаудио Граф (8-0) \| 1976 \| \| 20 \| \| ПЗ \| Энрике Вера (5-1) \| 1979 \| \| 20 \| \| ПЗ \| Алекс Боланьос (1-0) \| 1985 \| \| 21 \| \| ПЗ \| Педро Ромо \| 1989 \| \| 22 \| \| Вр \| Александер Домингес (10/-9) \| 1987 \| \| 23 \| \| Защ \| Хаиро Кампос (8-0) \| 1984 \| \| 24 \| \| Защ \| Карлос Эспинола (10-2) \| 1975 \| \| 25 \| \| Вр \| Даниэль Витери \| 1981 \| \| — \| \| Защ \| Пауль Амброси* (2-0) \| 1980 \| \| 8 \| \| ПЗ \| Патрисио Уррутия* \| 1977 \| |                |      |                               |              |
| № |                | Поз. | Имя                           | Год рождения |
| 1 | Флаг Эквадора  | Вр   | Хосе Франсиско Севальос       | 1971         |
| 2 | Флаг Аргентины | Защ  | Норберто Араухо (10-0)        | 1979         |
| 3 | Флаг Эквадора  | Защ  | Ренан Калье (1-0)             | 1976         |
| 4 | Флаг Эквадора  | ПЗ   | Гонсало Чила (1-0)            | 1984         |
| 5 | Флаг Эквадора  | ПЗ   | Улисес де ла Крус (10-2)      | 1974         |
| 6 | Флаг Эквадора  | Защ  | Педро Ларреа (4 (0))          | 1986         |
| 7 | Флаг Эквадора  | ПЗ   | Миллер Боланьос (5-1)         | 1990         |
| 9 | Флаг Эквадора  | Нап  | Вальтер Кальдерон (4-0)       | 1977         |
| 10 | Флаг Эквадора  | ПЗ   | Кристиан Лара (4-0)           | 1980         |
| 11 | Флаг Эквадора  | Нап  | Франклин Салас (2-1)          | 1985         |
| 12 | Флаг Эквадора  | ПЗ   | Эдисон Мендес (9 (7))         | 1979         |
| 13 | Флаг Эквадора  | Защ  | Нейсер Реаско (Капитан; 10-1) | 1977         |
| 14 | Флаг Эквадора  | ПЗ   | Диего Кальдерон (10-0)        | 1986         |
| 15 | Флаг Эквадора  | ПЗ   | Виллиам Араухо (10-0)         | 1979         |
| 16 | Флаг Аргентины | Нап  | Клаудио Бьелер (10-8)         | 1984         |
| 17 | Флаг Эквадора  | Нап  | Виктор Эступиньян (2-0)       | 1985         |
| 18 | Флаг Эквадора  | ПЗ   | Габриэль Эспиноса             | 1985         |
| 19 | Флаг Аргентины | Нап  | Клаудио Граф (8-0)            | 1976         |
| 20 | Флаг Парагвая  | ПЗ   | Энрике Вера (5-1)             | 1979         |
| 20 | Флаг Эквадора  | ПЗ   | Алекс Боланьос (1-0)          | 1985         |
| 21 | Флаг Эквадора  | ПЗ   | Педро Ромо                    | 1989         |
| 22 | Флаг Эквадора  | Вр   | Александер Домингес (10/-9)   | 1987         |
| 23 | Флаг Эквадора  | Защ  | Хаиро Кампос (8-0)            | 1984         |
| 24 | Флаг Парагвая  | Защ  | Карлос Эспинола (10-2)        | 1975         |
| 25 | Флаг Эквадора  | Вр   | Даниэль Витери                | 1981         |
| — | Флаг Эквадора  | Защ  | Пауль Амброси* (2-0)          | 1980         |
| 8 | Флаг Эквадора  | ПЗ   | Патрисио Уррутия*             | 1977         |

- Главный тренер —  Хорхе Фоссати.

Пауль Амброси перешёл в ходе турнира в «Росарио Сентраль». Уже заявленный Патрисио Уррутия перешёл во «Флуминенсе», поэтому не смог выступать в этом турнире за бразильскую команду.
В 2011 году ЛДУ во второй раз вышел в финал Южноамериканского кубка, где эквадорцам не удалось оказать достойного сопротивления «Универсидад де Чили», завоевавшего свой первый международный трофей.

## Достижения
- Чемпион Эквадора (11): 1969, 1974, 1975, 1990, 1998, 1999, 2003, Ап. 2005, 2007, 2010, 2018
- Вице-чемпион Эквадора (6): 1977, 1981, 2008, 2015, 2019, 2020
- Обладатель Кубка Эквадора (1): 2018/19
- Чемпион Эквадора во Втором дивизионе (2): 1974 E1, 2001
- Обладатель Кубка Либертадорес (1): 2008
- Обладатель Южноамериканского кубка (2): 2009, 2023
- Финалист Южноамериканского кубка (1): 2011
- Обладатель Рекопы (2): 2009, 2010

## Известные игроки
Ниже представлен список «исторических игроков» ЛДУ, составленный на основе голосования болельщиков в социальных сетях.
- Хуан Анангоно (2014, 2016, 2017—2019)
- Норберто Араухо (2007—2017)
- Эрнан Баркос (2010—2011, 2017—2018)
- Франсиско Берточчи (1969—1970)
- Луис Боланьос (2002—2004, 2007—2008, 2011—2012, 2013—2014, 2016)
- Энрике Вера (2006—2008, 2009—2010, 2011—2016)
- Адриан Габбарини (2018—н.в.)
- Хоффре Геррон (2006—2008)
- Луис Гонсалес (1992—2005)
- Улисес де ла Крус (1997—1999, 2000, 2009—2012)
- Диего Кальдерон (2005—2012, 2014)
- Поло Каррера (1960—1968, 1975—1978, 1982—1984)
- Дамиан Мансо (2007—2009, 2011)
- Эдисон Мендес (2005—2005, 2009—2010)
- Альфонсо Обрегон (1997—2000, 2002—2009)
- Роберто Паласиос (2005—2006)
- Нейсер Реаско (1997—2006, 2008—2016)
- Франклин Салас (2000—2006, 2008—2010)
- Хосе Франсиско Севальос (2008—2011)
- Рамиро Тобар Лопес (1969—1971, 1974—1976)
- Патрисио Уррутия (2003—2009, 2010—2013)
- Сантьяго Хакоме (1992—2007)
- Александер Эскобар (1997—2000, 2002—2005)
- Карлос Эспинола (2003—2006, 2009—2010)

Другие известные игроки:
- Алекс Агинага (2004—2005)
- Пауль Амбросси (1997—2009)
- Клаудио Бьелер (2008—2009, 2011—2012, 2012)
- Ариэль Грасиани (2005—2006)
- Агустин Дельгадо (2006—2009)
- Иван Кавьедес (2008)
- Хаиро Кампос (2005—2009)
- Кристиан Мора (2006—2008)
- Элькин Мурильо (2003—2006)
- Оскар Субия (1972—1979)
- Карлос Тенорио (2001—2003)
- Эдвин Тенорио (2007)
- Эдуардо Уртадо (1997—2000)
- Джованни Эспиноса (1997—2007)